# Dans la rue
Dans la rue (aussi connu sous Le Bon Dieu dans la rue) est une organisation caritative laïque de Montréal au service des jeunes sans-abri ou en situation précaire. Elle a été fondée en 1988 par le père Emmett Johns.

## Historique
En 1988, le père Emmett Johns (mieux connu sous le pseudonyme de Pops) fonde l'organisme Le Bon Dieu dans la rue pour venir en aide aux jeunes en difficultés. Il roule dans les rues du centre-ville de Montréal le soir et la nuit à bord de La Roulotte, servant des hot-dogs, des vêtements, des produits de soins personnels et des sacs de provisions en denrée alimentaire.
Le 19 décembre 1993, devant le succès de son projet de roulotte, il inaugure un abri, nommé par les jeunes Le Bunker de Pops. L'abri temporaire d'urgence peut recevoir vingt garçons et filles âgés de 12 à 19 ans, sept nuits par semaine.
À l'automne 1997, il ouvre le Centre de jour Chez Pops, un endroit qui offre des soins, des activités et des programmes afin d'aider les jeunes de la rue. On y offre plusieurs services adaptés pour les jeunes dans la rue tels qu'une clinique dentaire, vétérinaire, conseiller juridique, prévention en matière de consommation de drogues dures, intervention en santé mentale, aide aux impôts, etc.
En 1998, la compagnie Canadien Pacifique finance le projet de remplacer la Roulotte par une neuve et faite sur mesure pour les besoins alimentaires et de transport des vêtements. 
En 1999, la compagnie Gaz Métro offre de remplacer le camion de cueillette de dons matériels par un nouveau.  
En 2001, le Centre de jour déménage dans les locaux fournit gratuitement par la compagnie Canadien National.
Le 10 août 2005, Pops remplace pour une quatrième fois sa roulotte pour une encore mieux adaptée.
En septembre 2005, le recteur de l'Université du Québec à Montréal annonce la création d'une bourse d'études qui permettra à deux jeunes par trimestre scolaire, une prise en charge totale de tous les frais engendrés par la poursuite d'études universitaires. En créant la Bourse d'études Emmett John / UQAM, l'université devient la première à offrir un soutien financier aux jeunes qui utilisent les services de l'organisme Dans la rue.
Son organisme compte aujourd'hui un motorisé, un abri, un centre de jour avec une école alternative, un budget annuel de trois millions de dollars, 65 employés, 130 bénévoles et aucune aide gouvernementale. Depuis le début des œuvres du père Johns, un nombre incalculable de reportages ont été écrits et diffusés à propos de son travail. Parmi les majeurs, on compte le film Notre père et le court métrage Cul de sac,,.

## La Roulotte

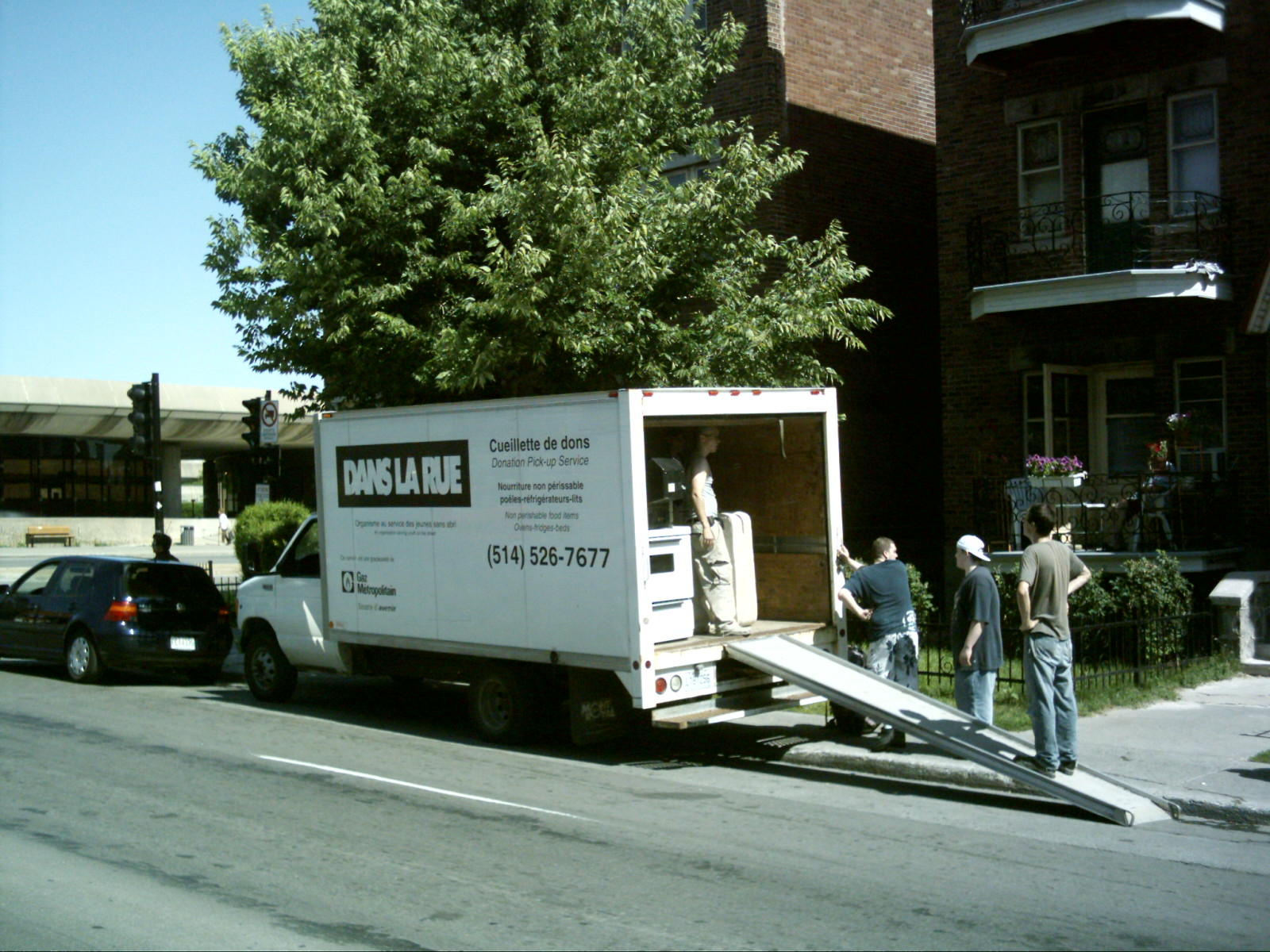
Un véhicule utilitaire à l'œuvre le premier juillet, jour des déménagements au Québec

En 1988, Emmett « Pops » Johns achète une roulotte avec un prêt personnel de 10 000 $ qu'il transforme en centre d'accueil roulant. Sa roulotte peut recevoir des jeunes, les guider, les nourrir et fournir une présence auprès d'eux dans le centre-ville de Montréal. À la fin de la première année, le père Johns avait reçu 3 500 visites de jeunes en difficulté dans sa roulotte en activité cinq soirs par semaine, entre 20 h et 2 h du matin. En 2005, il avait reçu plus de 70 000 visites de jeunes de la rue. La roulotte fait le quadrilatère des rues Mont-Royal, Saint-Denis, René-Lévesque et Pie-IX, couvrant ainsi la majeure partie du centre-ville de Montréal fréquenté par des jeunes sans domicile fixe.
Annuellement, Pops sert 140 000 hot-dogs, 10 800 sacs de provisions, distribue un nombre considérable de vêtements et de produits de soins de personnels. Depuis plus de 20 ans, la roulotte de Pops fait partie du paysage urbain de Montréal et a aidé les jeunes de la rue, les encourageant à trouver leur voie dans la société.

## Le Bunker
Surnommé Le Bunker de Pops par les jeunes eux-mêmes, ce service a ouvert ses portes le 19 décembre 1993 et offre un abri temporaire d'urgence pour subvenir aux besoins de base de 20 personnes âgées de 12 à 19 ans et sans domicile fixe. 
Dans un environnement sécuritaire, les jeunes peuvent rester quelques jours et obtenir gratuitement des repas chauds, prendre des douches, avoir accès temporairement à un lit et des vêtements propres. L'abri offre aussi l'accès à une équipe d'intervenants spécialisés, qui vise à s'assurer qu'à la fin du séjour, les jeunes auront un endroit sécuritaire où se diriger ou faciliter les démarches avec leurs tuteurs légaux. 
En 2005, plus de 1 600 jeunes ont dormi au Bunker, dont 155 âgés de 16 ans ou moins.

## Centre de jour Chez Pops
En 1997, le centre de jour « Chez Pops » offre des soins adaptés, des activités constructives et des programmes visant à aider les jeunes de la rue. Les programmes et services qu'on y retrouve sont multiples :
- La cafétéria offre plus de 200 repas par jour. Cet espace est souvent le premier contact qu'ont les jeunes avec les intervenants du centre de jour : conseillers, enseignants, thérapeutes, infirmières, bénévoles, etc.
- Le dépôt est un entrepôt où sont redistribués tous les dons matériels que l'organisme reçoit comme des chaussettes, des sous-vêtements, des vêtements chauds, des chaussures, des produits de soins personnels, des couvertures, des serviettes et de la nourriture non périssable.
- La clinique médicale accueille les jeunes 25 heures par semaine. Les infirmières reçoivent plus de 2 000 visites annuellement. Souvent sans papiers, la clinique est le seul pont avec le système de santé du Québec. De plus, deux psychologues sont disponibles de manière ponctuelle pour aider à gérer les situations de crise, les relations interpersonnelles, les habitudes de consommation (alcool, drogue, jeu), la déprime et l'agressivité.
- L'école de Dans la rue a pour mission de promouvoir le retour aux études auprès des jeunes décrocheurs. On y enseigne le Français, les mathématiques et l'informatique de niveau secondaire à une quarantaine d'élèves par semestre. Les résultats aux examens sont reconnus par le Ministère de l'Éducation du Québec. De plus, le projet Concordia-Dans la rue permet aux jeunes de la rue d'être jumelés et parrainés par un étudiant de l'Université Concordia[8].
- Le fonds d'études peut fournir aux jeunes de la rue de l'aide financière pour payer leurs livres, les frais d'inscription, une carte d'autobus ou encore des coupons échangeables contre de la nourriture.
- La réinsertion offre aux jeunes des emplois au sein de son organisation afin de faciliter la réinsertion sociale. L'organisme aide les jeunes au développement d'attitudes et de comportements tels que : assiduité, ponctualité, motivation, maîtrise de soi, organisation du travail, coopération, travail d'équipe, relations avec les superviseurs, respect des règlements, communication, quantité et qualité de travail. En 2001, l'organisme est l'hôte du projet Solidarité jeunesse initié par André Boisclair qui vise à aider les jeunes à se trouver de l'emploi[9].
- Le projet papillon vient en aide aux jeunes parents en difficulté ou dans la rue. Le centre de jour Chez Pops offre des conseils de santé ou de nutrition d'une infirmière, de l'orientation en réinsertion socio-économique, de l'encouragement à retourner aux études ou encore l'assistance de psychologues. Dans certaines circonstances, Chez Pops peut apporter une aide financière d'appoint sous forme de coupons d'épicerie ou encore, donner un coup de pouce pour arriver à acquitter des factures.

## Père Emmett «Pops» Johns
Né dans l'arrondissement du Plateau-Mont-Royal à Montréal en 1928, le père Emmett Johns fait des études en théologie et en arts. À l'âge de 25 ans, il est nommé vicaire dans plusieurs paroisses et aumônier à l'hôpital Douglas.
D'abord refusé comme missionnaire en Chine, Pops est maintenant considéré comme le missionnaire des jeunes des rues de Montréal, qu'il appelle « ses enfants ». Pour ses 80 ans et pour le vingtième anniversaire de l'organisme Dans la rue, on lui remet une plaque sur laquelle on peut lire : « Père Emmett "Pops" Johns, missionnaire auprès des jeunes de la rue ». Le père Emmett Johns a déclaré : « Quand je pense aux premières nuits passées dans la roulotte, je me dis que jamais je n'aurais pu imaginer le Bon Dieu dans la rue qui existe aujourd'hui. Grâce au soutien de milliers de bénévoles et de donateurs, nous avons touché des dizaines de milliers de jeunes vies et nous continuons à le faire chaque jour ».
Le père Emmett « Pops » Johns est un homme notoire, d'action, autant respecté des montréalais du milieu des affaires, que ceux dans la rue. Souffrant de la maladie de Parkinson, Pops prend sa préretraite en 2008.

## Organismes en itinérance jeunesse

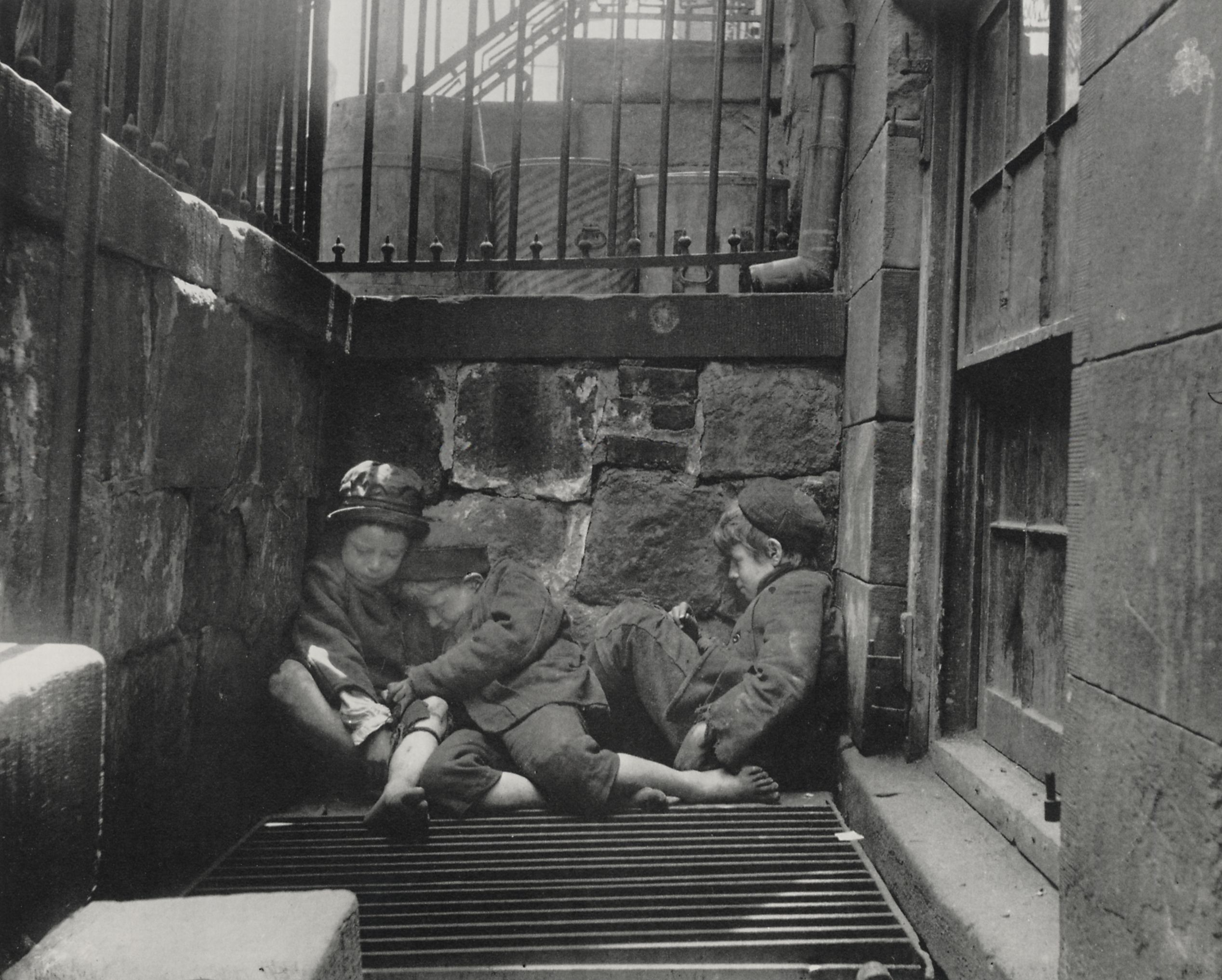
Cycle de l'itinérance jeunesse

Il y a plusieurs modèles similaires à l'organisme Le Bon Dieu dans la rue, et ce un petit peu partout dans le monde. À Montréal même, il existe un organisme du nom de Plein Milieu, situé dans le Plateau Mont-Royal. Cet organisme communautaire a pour mission d'améliorer les conditions et la qualité de vie des jeunes de douze à trente ans, des personnes qui consomment, ainsi que des personnes en situation d'itinérance. Leur approche se concentre sur une intervention de proximité, c'est-à-dire qu'ils se déplacent là où les jeunes se trouvent en respectant le mode de vie et en laissant place au dialogue. À Toronto, il y a l'organisme Covenant House qui offre des services très similaires à Dans la rue. En effet, ils offrent de l'hébergement d'urgence, une école et une clinique sur place, un programme pour les familles, de la formation à l'emploi, ainsi que du suivi à long terme. Aux États-Unis, l'organisme Stand Up for Kids est présent dans plus de dix-sept villes afin de mettre un terme au cycle de l'itinérance jeunesse. Leur approche est axée sur l'idée de bâtir des communautés afin que les jeunes en situation précaire aillent accès à un réseau d'amour et de soutien permanent. Finalement, au Royaume-Uni, c'est l'organisme Centre Point - End Youth Homelessness qui est le plus présent en termes d'itinérance jeunesse. L'approche de cet organisation est un peu différente des autres dans la mesure où chaque jeune est associé à un intervenant, ce qui permet un suivi plus rigoureux. Par contre, les services offerts sont plutôt semblables aux autres organismes à travers le monde puisqu'ils offrent l'hébergement, un accès à l'éducation ainsi que des soins de santé. 

## Note
1. ↑  Bourse d'études Emmett Johns / UQAM
2. ↑  Reportage de la télévision de Radio-Canada
3. ↑  « Notre père, qui êtes sur terre »(Archive.org • Wikiwix • Archive.is • Google • Que faire ?)
4. ↑  « Notre père : Pops un homme dans la rue (DVD) »(Archive.org • Wikiwix • Archive.is • Google • Que faire ?)
5. ↑  Extrait du court métrage Cul de sac
6. ↑  Statistiques de la roulotte de Pops
7. ↑  Une nuit avec le Bon Dieu
8. ↑  Projet Concordia-Dans la rue - The Gazette
9. ↑  Le Projet SOLIDARITÉ JEUNESSE - Presses de l'Université du Québec
10. 1 2  «Pops» souffle ses 80 bougies
11. ↑  Le père du Bon Dieu dans la rue célèbre son 80e anniversaire
12. ↑  « Mission et approche », sur Plein Milieu (consulté le 22 octobre 2020)
13. ↑  « About Covenant House », sur www.covenanthouse.org (consulté le 22 octobre 2020)
14. ↑  « Mission and Vision », sur www.standupforkids.org (consulté le 22 octobre 2020)
15. ↑  « About - End Youth Homelessness », sur www.eyh.org.uk (consulté le 22 octobre 2020)